# Festival Cultural de Mayo
El Festival Cultural de Mayo es un evento artístico, cultural y multidisciplinario que se desarrolla principalmente en la ciudad de Guadalajara y otros municipios del Estado de Jalisco México.
En cada edición el Festival Cultural de Mayo ofrece bajo los más estrictos estándares de calidad un amplio mosaico cultural, a través de la música, las artes plásticas, las artes escénicas, el cine, la gastronomía, conferencias y talleres, que acercan a un público joven al trabajo de artistas reconocidos y de vanguardia, fortaleciendo así la cultura y la sensibilidad hacia las bellas artes en el estado de Jalisco.

## Historia del festival

### Orígenes
La primera edición del Festival Cultural de Mayo fue en 1998 en el marco de la declaración del Hospicio Cabañas como “Patrimonio de la Humanidad”, impulsada por el pianista y agente cultural Sergio Alejandro Matos, quien dirige el festival desde entonces.
Con la participación del sector público y privado, el festival ha buscado estimular el ocio, la recreación y el intercambio cultural; presentando en su programación las más finas expresiones artísticas con un alto nivel de excelencia, entre diferentes países y el estado de Jalisco.
El evento es patrocinado por el Gobierno del estado de Jalisco a través de la Secretaría de Cultura, las principales ciudades y el sector privado.
El festival se desarrolla en las principales sedes y espacios culturales del estado de Jalisco, destacándose el Teatro Degollado y el Museo Cabañas.
En 2003, Hungría fue el primer país invitado de honor seguido de Polonia (2004), Austria (2005), España (2006), México (10 años, 2007), Alemania (2008), Japón (2009), Argentina, Colombia , Chile y España (en el aniversario del Bicentenario de la Independencia de México, 2010), Estados Unidos de América (2011), Quebec (Canadá, 2012), Francia (2013), el estado de California (2014), el Reino Unido (2015), Australia (2019) y Canadá(2025). Además de las ediciones con participaciones exclusivas de algún país, han existido ediciones en las que se reúnen artistas y expositores de distintas nacionalidades como en el caso del 2010 (Bicentenario), en 2016 cuando participaron Alemania, España, Francia, Hungría, México, Quebec y Reino Unido, estos mismos países participaron en 2017 en el 20 aniversario del festival.
El Festival Cultural de Mayo ofrece múltiples actividades en disciplinas como la música (varios géneros), exposiciones, conferencias, talleres, clases magistrales, cine, circo contemporáneo, espectáculos de calle, literatura y gastronomía, según el invitado de honor.

### Entrega del Galardón Don Jorge Garciarce Ramírez
Desde 2024 se incluye como parte de las actividades del festival, la entrega del "Galardón Don Jorge Garciarce Ramírez". Este premio reconoce a personas que han transformado la escena social y cultural de Jalisco.
En la primera edición, los galardonados fueron el artista plástico Octavio Torres, la Orquesta Filarmónica de Jalisco y a la promotora cultural Cristina Ojeda Orozco.

## Numeralia
28 Ediciones del Festival Cultural de Mayo 
23 Invitados de honor: 
Hungría, Polonia, Austria, España, México, Alemania, Japón, Argentina, Chile, Colombia, Estados Unidos, Canadá, Quebec (provincia de Canadá), Francia, California (EUA), Reino Unido,  Holanda, Noruega, Suecia, Finlandia, Australia, Dinamarca y Ucrania.
Más de 1,700 Actividades presentadas 
Más de 8,400 artistas involucrados (orquestas, cantantes, ensambles, solistas, expositores, conferencistas, directores escénicos, iluminadores, coreógrafos, diseñadores, bailarines, vestuaristas, escenógrafos, coros, etc.).
Más de 3´600,000 personas asistentes.
8 Producciones de Ópera: Madama Butterfly (en 2 ocasiones), La Boheme, La Traviata, Problemas en Tahití, Ildegonda, Frida y Fidelio. 
72 presentaciones de danza
178 Exposiciones de Artes plásticas
18 Orquestas invitadas 
385 Músicos solistas
68 Conciertos de música electrónica
190 Estrenos de obras y presentaciones artísticas
261 sedes en el estado de Jalisco. (76 municipios simultáneos en 2006)
|      |                                                                             |
| Año  | País invitado                                                               |
| 2003 | Hungría                                                                     |
| 2004 | Polonia                                                                     |
| 2005 | Austria                                                                     |
| 2006 | España                                                                      |
| 2007 | México                                                                      |
| 2008 | Alemania                                                                    |
| 2009 | Japón                                                                       |
| 2010 | Argentina Chile Colombia España México                                      |
| 2011 | Estados Unidos                                                              |
| 2012 | Canadá                                                                      |
| 2013 | Francia                                                                     |
| 2014 | California                                                                  |
| 2015 | Reino Unido                                                                 |
| 2016 | Alemania España Francia Hungría México Quebec Reino Unido                   |
| 2017 | Alemania Finlandia Francia Holanda México Noruega Quebec Reino Unido Suecia |
| 2018 | Francia Quebec Alemania México Polonia                                      |
| 2019 | Australia                                                                   |
| 2020 | México Quebec Reino Unido                                                   |
| 2021 | México                                                                      |
| 2022 | Dinamarca Estados Unidos Japón México Quebec Ucrania                        |
| 2023 | Alemania Canadá Quebéc España Estados Unidos México                         |
| 2024 | México                                                                      |

## Sergio Alejandro Matos
Es fundador y director general del Festival Cultural de Mayo en el estado de Jalisco desde 1998. 
Nació en la ciudad de Guadalajara, Jalisco y comenzó sus estudios de música a la edad de cinco años.
A la edad de 14 años debutó como solista de la Orquesta Sinfónica de Guadalajara (ahora Filarmónica de Jalisco), en el Teatro Degollado de la ciudad de Guadalajara. 
En 1981 le fue otorgado el Premio Nacional de la Juventud, que recibió de manos del Presidente de la República.
En septiembre de 1992 se le otorga unabeca del Fondo Nacional para la Cultura y las Artes, FONCA.
En México se presentó, invitado por el Instituto Nacional de Bellas Artes, la Universidad Nacional Autónoma de México, el Centro Cultural de la Secretaría de Hacienda y Crédito Público, el Consejo Nacional para la Cultura y las Artes, la Fundación J. Álvarez del Castillo, el Recinto Parlamentario y el Auditorio del Palacio Nacional, sala principal del Palacio de Bellas Artes, la sala OllinYoliztli, el Teatro Degollado, la sala Blas Galindo en el Centro Nacional de las Artes, el Museo Nacional de Arte y el Conservatorio Nacional de Música, así como importantes recintos en el extranjero.
Sergio Alejandro Matos fue reconocido con múltiples condecoraciones como: la Medalla Mozart (marzo, 2006) en el marco del 250 aniversario de W. A . Mozart y de la visita de la Filarmónica de Viena a México, reconocimiento como Jalisciense distinguido por parte del Congreso del Estado de Jalisco (octubre, 2006), la Condecoración de Oro por Méritos que le otorgó el presidente de la República de Austria, el Dr. Heinz Ficsher (noviembre, 2006). 
En junio de 2007 el Gobierno Polaco le entregó una condecoración por su contribución a la cultura polaca, siendo esta la más alta que se le otorga a un extranjero.
En 2008 recibió el premio Ave de Plata , que otorga el Patronato de las Fiestas de Octubre por su contribución al arte en el estado de Jalisco.
En 2017 el Ministerio de Relaciones Internacionales y la Francofonía de Quebec, celebró sus 50 años de su fundación con la elaboración de 50 medallas conmemorativas, para entregarlas durante este año a 50 personalidades del mundo, siendo la Medalla a la Cultura en México para Sergio Alejandro Matos. 
- Fue Director de Música y Danza de la Secretaría de Cultura, del Gobierno del Estado de Jalisco, de 1997-2001.

- Fue Coordinador Artístico de la Fundación Jesús Álvarez del Castillo V. de 1998 a 2011.

- Tocó más de 700 conciertos como pianista y ha organizado más de 2,000 actividades culturales.